# Leva rövare
Leva rövare är en amerikansk film i regi av Mark Rydell, baserad på William Faulkners pikareskroman "Tre rövare". Filmen hade svensk premiär 23 februari 1970.

## Handling
Historien ses genom den 11-årige Lucius ögon. När hans farfar, far och mor reser bort på begravning beslutar sig Boon för att roa sig och samtidigt lära Lucius en del saker. T.ex. att ljuga och stjäla. De lånar farfars bil, vilket är strängt förbjudet, för att resa till Memphis. Även den svarte tjänaren (och avlägsne släktingen) Ned följer med. Väl där fortsätter Boon att lära Lucius om livet genom att ta med honom till en bordell, där de både äter middag och övernattar. Corrie är Boons favorit och Lucius blir också förtjust i henne. Ned byter ut farfars bil mot en häst och förklarar att de ska vinna tillbaka bilen genom att låta hästen vinna en kapplöpning.

## Rollista (urval)
- Mitch Vogel - Lucius McCaslin
- Steve McQueen - Boon Hogganbeck
- Rupert Crosse - Ned McCaslin
- Will Geer - Boss McCaslin, Lucius farfar
- Sharon Farrell - Corrie
- Lonny Chapman - Maury McCaslin, Lucius far
- Allyn Ann McLerie - Alison McCaslin, Lucius mor